# Сульфінамідини
Сульфінамідини (рос. сульфинамидины, англ. sulfinamidines) — амідини RS(=NR)NR2 сульфінових кислот RS(=O)OH. Пр., бензенсульфінамідин PhS(=NH)NH2.